# Dan Fallows
Dan Fallows (13 de novembro de 1973) é um aerodinamicista britânico de Fórmula 1. Ele atualmente é o engenheiro chefe da Aston Martin Performance Technologies (AMPT).

## Carreira
Entre 1997 e 2001, Fallows trabalhou como aerodinamicista na fabricante de carros de corrida Lola Cars. Ele começou sua carreira na Fórmula 1 quando foi recrutado em 2002 pela Jaguar Racing como aerodinamicista sênior. No entanto, quando a Ford anunciou sua decisão de interromper seu envolvimento na Fórmula 1, ele mudou-se para o construtor de chssis italiano Dallara. Em 2006, Fallows voltou para a equipe de Milton Keynes, que agora se tornara Red Bull Racing, onde assumiu o papel de líder da equipe no departamento de aerodinâmica, ajudando a equipe a conquistar seus primeiros pódios, vitórias e, por fim, a oito títulos mundiais (quatro de Construtores e quatro de Pilotos) em quatro anos entre 2010 e 2013. Em 2014, ele se tornou chefe de aerodinâmica e, desde então, ajudou a moldar o progresso da equipe na era híbrida da Fórmula 1.
Foi anunciado, em 25 de junho de 2021, que Dan Fallows havia sido contratado pela equipe de Fórmula 1 da Aston Martin como seu novo diretor técnico. Posteriormente, foi divulgado que ele começaria a trabalhar de fato na equipe britânica somente em abril de 2022, após a Aston Martin chegar a um acordo com a Red Bull, que liberou Fallows de seu contrato que ia até o ano de 2023.
Em 12 de novembro de 2024, a Aston Martin confirmou que Fallows deixaria o cargo de diretor técnico da equipe de Fórmula 1. Com a decisão entrando em vigor a partir do fim do mês de novembro. Porém, apesar de deixar o cargo, Fallows continuou na Aston Martin, mas em uma posição diferente, que receberia uma nova nomeação no futuro. Dias depois, ele assumiu o cargo de engenheiro chefe da Aston Martin Performance Technologies (AMPT).